# Grevillea lavandulacea
Grevillea lavandulacea là một loài thực vật có hoa trong họ Quắn hoa. Loài này được Schltdl. miêu tả khoa học đầu tiên năm 1847.